# Raíces Oeste
Raíces Oeste é uma junta de governo da província de Entre Ríos, na Argentina.